# Félix
A Félix latin eredetű férfinév. Jelentése:  boldog, szerencsés. Női párja:
Felícia.

## Rokon nevek
- Felicián

## Gyakorisága
Az 1990-es években a Félix szórványos név, a 2000-es években nem szerepel a 100 leggyakoribb férfinév között.
2016-ban szerepel a leggyakrabban adott nevek közt. 

## Névnapok
Félix:
- január 14.[2]
- március 1.[2]
- május 18.[2]
- május 30.[2]
- június 9.[2]
- július 7.[2]
- július 9.[2]
- július 11.[2]
- július 12.[2]
- július 29.[2]
- augusztus 30.[2]
- szeptember 11.[2]
- november 20.[2]

## Idegen nyelvi változatai
- Felix (német)
- Felice (olasz)
- Feliksz (orosz)
- Félix (spanyol)

## Híres Félixek
- „Félix” utónevű személyek szócikkeinek listája a Wikidata alapján
- „Felix” utónevű személyek szócikkeinek listája a Wikidata alapján
- „Felice” utónevű személyek szócikkeinek listája a Wikidata alapján